# Manoir de la Cour (Gourhel)
Pour les articles homonymes, voir Manoir de la Cour.
Le manoir de la Cour ou manoir de Gourhel est une demeure qui se dresse sur la commune française de Gourhel dans le département du Morbihan, en région Bretagne.
Le manoir est inscrit partiellement aux monuments historiques.

## Localisation
Le manoir est situé au no 6 rue Saint-Samson, au nord du bourg de Gourhel, dans le département français du Morbihan.

## Historique
Siège de la seigneurie de la Salle, le manoir de la Cour ou de Gourhel daté 1570, comme le prouve l'inscription portée sur la porte du logis.
Le domaine appartient successivement aux familles Le Parcheminier (XVe siècle), Le Prestre, Larcher (XVIe siècle), Charpentier (XVIIe siècle), Quifistre (XVIIIe siècle).

## Description

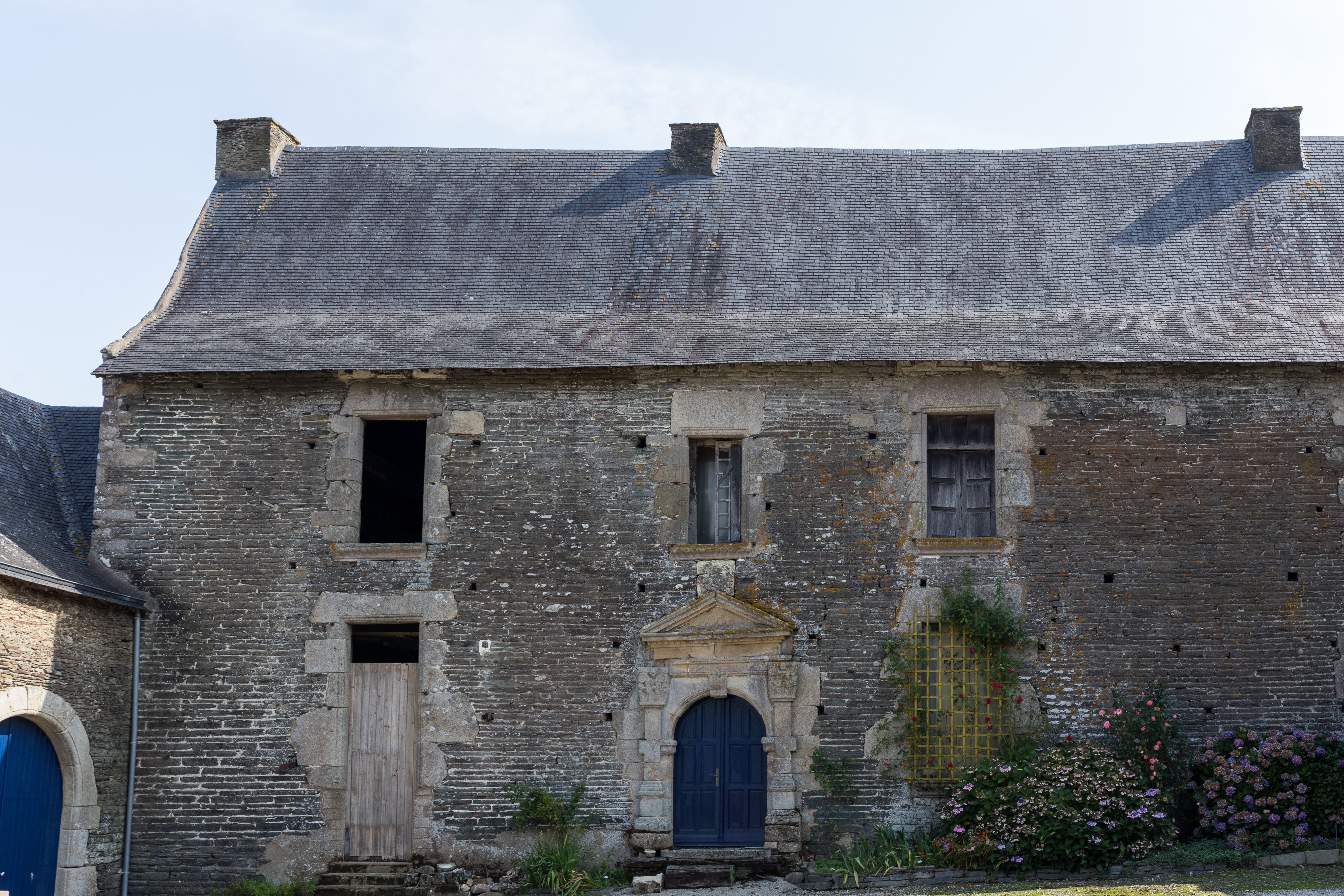
Façade occidentale du corps de logis.

Le corps de logis donne à l'ouest sur une cour, fermée au nord et au sud par les bâtiments des communs.
Le haut logis seigneurial, daté 1570, est accolé d'un corps de bâtiment en équerre plus bas, partagé entre un logement, probablement celui du fermier, et des espaces à usage agricole.
La façade du logis est marquée de baies rectangulaires et de plein cintre. La porte Renaissance, qui porte la date de construction, est encadrée de deux pilastres et surmontée d'un fronton.

## Protection aux monuments historiques
Seules les façades et toitures du manoir font l'objet d'une inscription aux titre des monuments historiques par arrêté du 6 mai 1991.